# Tężnia Sztuki

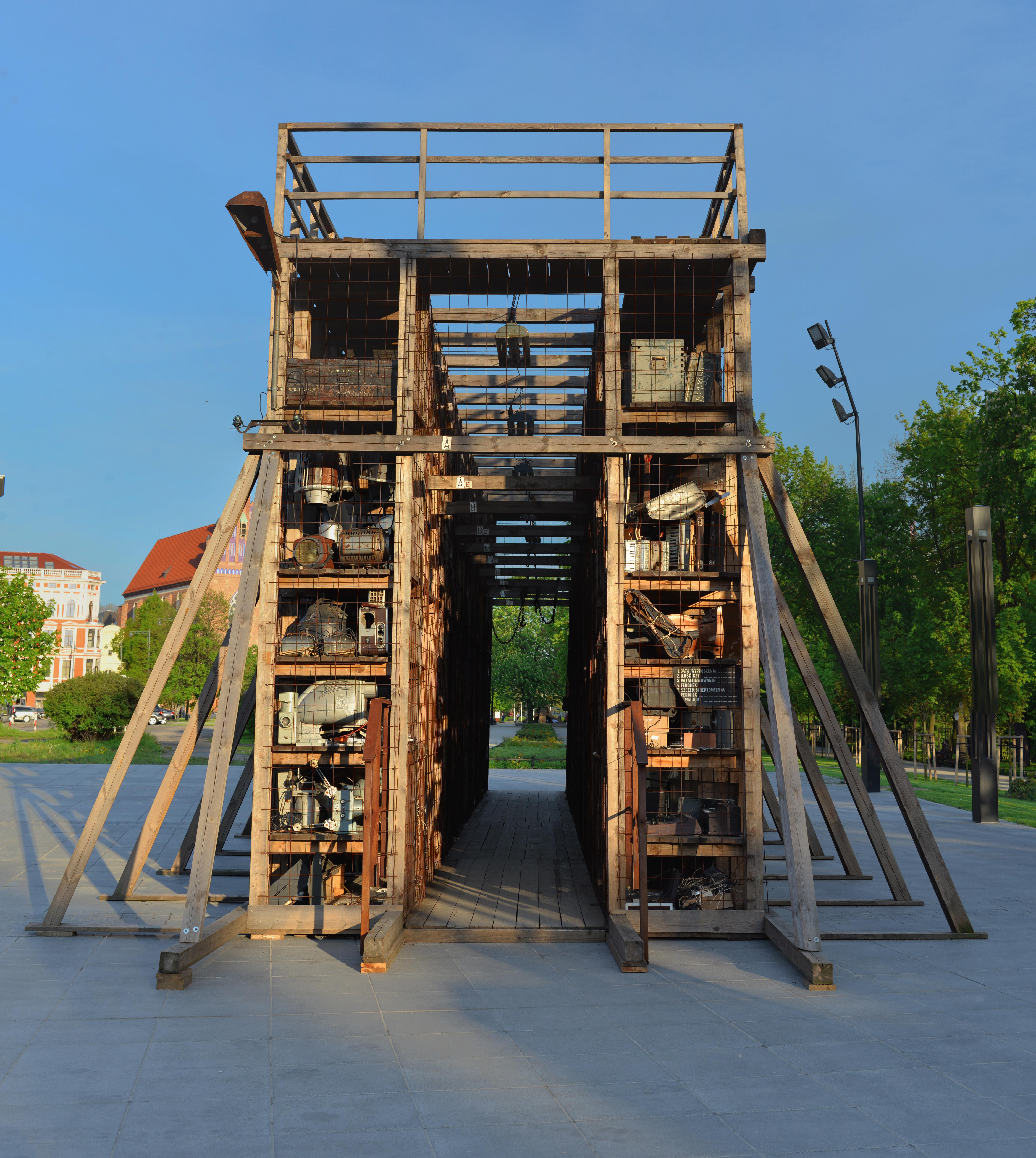
"Tężnia Sztuki" we Wrocławiu

Tężnia Sztuki – instalacja znajdująca się na Placu Wolności we Wrocławiu, stworzona przez Roberta Kuśmirowskiego w ramach promocji Lublina, ubiegającego się o miano Europejskiej Stolicy Kultury 2016.
Konstrukcja, o wymiarach 6 m wysokości i 22 m szerokości, została wykonana z drewna iglastego i wypełniona przedmiotami użytkowymi zbieranymi przez ostatnie 12 lat.
Pierwowzór budowli tężni był wykorzystywany w poprzednich wiekach do zagęszczania solanki do produkcji soli konsumpcyjnej i leczniczej.